# Siri Schotte
Siri Wilhelmina Schotte, född 2 september 1867 i Nyköping, död 18 februari 1951 i Lidingö församling, var en svensk målare och grafiker.  
Siri Schotte var dotter till Gustaf Victor Schotte, som var rektor vid läroverket i Nyköping. Hon studerade i Stockholm för Per Daniel Holm 1887–1888 och vid Tekniska skolan 1887–1890 samt i Paris från 1896. Från 1908 bodde hon på Lidingö.
Vanliga motiv var blomsterstilleben och landskapsmåleri, särskilt strandbilder och klippartier. Hennes intresse för trädgårdsodling kom att avspegla sig i hennes måleri. Under sin levnadstid ägnade sig Schotte åt socialt utsatta och satt bland annat med i fattigvårdsstyrelse under många år samt i välfärdskommissionen. Schotte finns representerad vid bland annat Uppsala universitetsbibliotek och Bohusläns museum. Siri Schotte är begravd på Lidingö kyrkogård.